# Westhoughton
Westhoughton is een stad en civil parish in het bestuurlijke gebied Bolton, in het Engelse graafschap Greater Manchester met 24.974 inwoners.

## Verkeer en vervoer
- Station Daisy Hill

## Geboren
- Robert Shaw (Brits acteur) (1927-1978), filmacteur
- Paul Wesselingh, golfer